# Joe Osborn
Joe Osborn (Mound (Louisiana), 28 augustus 1937 – Greenwood (Louisiana), 14 december 2018) was een Amerikaanse studiomuzikant.

## Carrière
Osborn leerde in 1949 gitaar spelen van zijn oom, die hem enkele akkoorden leerde. Zijn voorbeeld werd Chet Atkins. Zijn eerste gitaar was een akoestische Silvertone voor 15 dollar, daarna volgde een Gibson ES-176 en een Fender Telecaster. Aanvankelijk werkte Osborne als verkoper bij de warenhuisketen Sears Roebuck (1956). Hier leerde hij Dale Hawkins kennen, die hem in juni 1958 uitnodigde mee te doen aan plaatopnamen (La-Do-Da-Da) en hem inhuurde voor tournees. Osborn begeleidde Hawkins in de studio nog tot 1997. Er wordt vaak gememoreerd dat Osborn aan de grootste hit en evergreen Suzie Q van Dale Hawkins zou hebben meegewerkt en dat zelfs de introriff van hem afkomstig was. Deze hit werd echter al op 14 februari 1957 opgenomen, lang voordat de twee elkaar ontmoetten. In de opnamesessie-administratie wordt James Sonny Trammell als basgitarist genoemd; James Burton blijkt verantwoordelijk voor de beroemde gitaarriff.
Bob Luman contracteerde Osborn in maart 1958 voor zijn band. De twee traden vanaf 1959 gedurende een jaar op in het Showboat Hotel in Las Vegas. Tijdens plaatopnamen voor Luman vanaf 4 juni 1959 speelde hij basgitaar op een Fender Precision Bass, omdat Roy Buchanan de voorkeur als gitarist kreeg. Tussen 1960 en 1964 speelde Osborn in de begeleidingsband van Ricky Nelson. Osborn verscheen voor de eerste keer als studiomuzikant van Nelson op 26 oktober 1960 in Hollywood, nadat hij zich in september 1960 een Fender Jazz Bass had gekocht. In totaal verscheen hij bij 49 studiosessies voor Nelson. Daaronder bevond zich de door Osborn voorgestelde latere miljoenenseller Travelin' Man (Jerry Fuller), opgenomen op 13 maart 1961. De song bevatte een opvallende, doorlopende baslijn: walking bass. Op 6 maart 1961 nam Osborn voor de eerste keer voor Nelson op bij Bill Putnams United Recording en bleef hij Nelson studiomuzikant tot 18 maart 1968. Vanaf februari 1962 speelde hij rockabilly bij de gebroeders Burnette. Vanaf juni 1962 verscheen hij bij enkele sessies van Glen Campbell. Later werd hij lid van The Wrecking Crew, een groep studiomuzikanten.
Na de opening van de discotheek Whisky a Go Go in Los Angeles in januari 1964 begeleidde Osborn Johnny Rivers. De liveopnamen ontstonden tussen april en juli 1964 en werden op de in juli verschenen lp At the Whisky à Go Go uitgebracht. De tweede live-lp Here we à Go Go Again (1964) bevatte coverversies van klassieke rock-'n-roll-standards. Vanaf november 1965 speelde hij bij enkele sessies voor The Everly Brothers.

## The Wrecking Crew
Osborn verbond zich al met collega's van The Wrecking Crew (Billy Strange, Plas Johnson, Earl Palmer) voor opnamen voor Pat Boone in juni 1961. Nadat Osborn de band van Ricky Nelson in september 1964 had verlaten en na de liveoptredens met Johnny Rivers, wilde Osborn studiomuzikant worden. Tussen 1964 en 1974 behoorde Osborn bij The Wrecking Crew, een losse groep studiomuzikanten in Los Angeles, die tijdens studio-opnamen werden ingezet voor de muzikale begeleiding of versterking van artiesten. Voor Phil Spector, die leden van The Wrecking Crew inzette voor zijn Wall of Sound-producties, heeft Osborn duidelijk niet gespeeld.
Samen met Leon Russell (keyboards) en Hal Blaine (drums) speelde Osborn op de basgitaar bij This Diamond Ring (november 1964) van Gary Lewis & the Playboys, alhoewel de band zelf uit muzikanten bestond. Producent Snuff Garrett wilde hiermee de hitkansen vergroten, hetgeen hem ook lukte. Het nummer werd namelijk een nummer 1-hit en een miljoenenseller, ook voor Osborn het eerste succes als lid van The Wrecking Crew.
Barry McGuires protestsong Eve of Destruction (juli 1965) ontstond met de baslijn van Osborn. Samen met de componist P.F. Sloan (zang/gitaar), Larry Knechtel (keyboards) en Bones Howe (drums) speelde Osborn in mei 1966 op de basgitaar op de demo-opname Where Were You When I Needed You onder het pseudoniem The Grass Roots, die werd aangeboden bij verschillende radiozenders in de omgeving van San Francisco. Een andere band werd gekozen, nam de naam over en zong op het kant en klare spoor (gepubliceerd in juni 1966). Bij de flowerpower-wereldhit San Francisco (Be Sure to Wear Flowers in Your Hair) van Scott McKenzie was hij begin mei 1967 bij Western Records als bassist aanwezig. De softrockband The Association vroeg bij twee lp's zijn muzikale ondersteuning (Insight Out, 27 maart tot 3 juni 1967 en Birthday, 12 september 1967 tot 23 februari 1968). Dat laatste album bevatte ook de nummer 1-hit Windy (mei 1967).
Ook werkte Osborn mee bij de lp's Up, Up and Away (april 1966 tot maart 1967), The Magic Garden (juli tot november 1967) en Stoned Soul Picnic (maart tot juni 1968) van The 5th Dimension, de lp Wheatstraw Suite (augustus 1968) van The Dillards, de lp A Tramp Shining (december 1967 tot januari 1968) van Richard Harris en de lp The Papas & the Mamas (mei 1968) van The Mamas and the Papas. The Monkees vielen ook op hem terug met de lp The Birds, The Bees & The Monkees, uitgebracht in april 1968 en bij de nummers P.O. Box 9847 en de singlehit Valleri, opgenomen in december 1967 bij United Records. Op de epische hit MacArthur Park van Richard Harris speelde Osborn deze ene keer op een 8-snarige basgitaar (opgenomen tussen eind december 1967 en 6 januari 1968 bij Sound Records). Een productietechnisch net zo moeilijke opname was Aquarius/Let the Sunshine In, waarop hij ook te horen is (opgenomen oktober 1968 bij Wally Heider). Ook bij de nummer 1-hit Wedding Bell Blues (september 1969) was hij betrokken. De lp Dizzy van Tommy Roe met de gelijknamige hitsingle bevat eveneens Osborns basloops.
Osborn werkte mee aan de hit Something's Burnin' (oktober 1969) van Kenny Rogers & the First Edition. Ook leverde hij zijn bijdrage aan de feministen-song I am a Woman (juni 1972) van Helen Reddy. Niet te negeren waren zijn basloops bij de singles It Never Rains in Southern California (oktober 1972) en Free Electric Band (april 1973) van Albert Hammond. Ook Neil Diamond maakte gebruik van Osborns diensten bij zijn hits. De krachtige baslijnen werden bij Holly Holy (oktober 1969) op dezelfde wijze door Osborn bijgestuurd als bij Cracklin' Rosie (augustus 1970) en Longfellow Serenade (oktober 1974). Kort na de sessie voor deze song verliet Joe Osborn na een 10-jarige verbondenheid aan The Wrecking Crew Los Angeles en verhuisde met zijn familie naar Nashville. In Los Angeles hadden meer dan 20 opnamesessies per week hem mentaal gebroken.

## The Carpenters
Joe Osborn telt als de ontdekker van het zangduo The Carpenters. In april 1966 ontmoette Osborn de nog jonge Carpenters, waarmee hij opnamen in zijn thuisstudio produceerde. Hier werd de eerste single Looking For Love (mei 1966) met Karen Carpenter opgenomen op zijn viersporen-apparaat in zijn omgebouwde garage, waarvan slechts 500 exemplaren werden verkocht. Ook bij drie verdere nummers van Karen (drums, zang) werd ze begeleid door haar broer Richard (keyboards) en Wes Jacobs (basgitaar). Karen tekende het contract in mei 1966. De singles werden uitgebracht door Osborns eigen label Magic Lamp Records, dat slechts drie jaar bestond tot eind 1967. Osborn bemiddelde de nog onbekende Carpenters aan Herb Alperts label A&M Records, waar ze in april 1969 een contract tekenden. Daar namen ze in april 1969 de lp Offering op (nadien hernoemd naar Ticket to Ride), met Osborn aan de basgitaar, die in oktober 1969 op de markt kwam, met relatief hoge productiekosten en een totale omzet van 18.000 exemplaren. Pas de hernoeming bracht een totale omzet van 250.000 exemplaren. De doorbraak kwam met de in augustus 1970 uitgebrachte lp Close to You. De gelijknamige single bereikte na publicatie in mei 1970 binnen zes weken de toppositie van de Amerikaanse hitlijst voor de periode van vier weken. Osborn begeleidde hen ook op de daaropvolgende lp's Carpenters (mei 1971), A Song For You (juni 1972), Now & Then (mei 1973), Horizon (juni 1975), A Kind of Hush (juni 1976), Passage (september 1977), Christmas Portrait (oktober 1978), Made in America (juni 1981) en Voice of the Heart (oktober 1983).

## Simon & Garfunkel
Simon & Garfunkel maakten gebruik van Osborns hulp voor hun vijfde en laatste studioalbum Bridge over Troubled Water, dat de singles Bridge over Troubled Water (augustus 1969), Cecilia en El Condor Pasa (If I Could) (november 1969) bevatte. The Boxer vereiste een opnameduur van meer dan 100 uur, waarbij naast de Columbia-studio's in Nashville en New York ook de akoestiek van de St. Pauls Chapel in Manhattan werd gebruikt. Hiervoor gaf Columbia-baas Clive Davis toestemming voor de aanschaf van een 16 sporen-magneetbandmachine. Tijdens de opnamesessies gingen Simon & Garfunkel op tournee door de Verenigde Staten met tien concerten (oktober tot november 1969). Om hun sound te verbeteren, werden ze door leden van The Wrecking Crew (Larry Knechtel, Joe Osborn, Fred Carter jr. en Hal Blaine) muzikaal ondersteund op het podium. Osborns werk komt in het bijzonder tot uitdrukking bij de albumtitel The Only Living Boy in New York City. Producent Roy Hallee betitelde de 8-snarige basgitaar hier als het buitengewoonste muzikale element van de song.

## Nashville
De langste tijd bracht Osborn door tussen oktober 1974 en 1988 als sessiemuzikant in Nashville, deels als onafhankelijk lid van het Nashville A-Team. Zijn met de wissel naar Nashville verbonden voornemen om minder te werken ging echter niet in vervulling. Voor een veelheid van opnamen van de Carpenters vloog hij van Nashville naar Los Angeles.
In Nashville werd hij soms tot het Nashville A-Team gerekend, een weer ongebonden collectief van sessiemuzikanten, die de achtergrondmuziek bijstuurden bij countrymuziek-opnamen. Dit collectief speelde echter al sinds 1956 in meer of minder strikte samenstelling, die in 1974 al leeftijdsgebonden op het punt stond om te ontbinden. The Nashville Musician telt Osborn niet tot dit collectief, maar tot The Wrecking Crew. Osborns eerste opdracht was onmiskenbaar de lp Comes a Time (oktober 1978) van Neil Young, die bijna twee jaar productietijd in beslag nam. Ze ontstond tussen november 1975 en november 1977 in zes geluidsstudio's, waaronder de Nashville Sound Shop. Osborn werkte mee als bassist bij de debuut-lp Eddie Rabbitt (januari 1976) van Eddie Rabbitt, de lp Y'all Come Back Saloon (mei 1977) van The Oak Ridge Boys, de lp's Daytime Friends (juli 1977) en Love Or Something Like It (juli 1978) van Kenny Rogers, meerdere lp's voor Roy Head vanaf september 1977, de lp Wonder of it All (oktober 1977) van Tompall Glaser, de lp Big Dupree (januari 1978) en de single When I Get Home (januari 1985) van Bobby Bare sr., de lp Dark-Eyed Lady (oktober 1978) van Donna Fargo, de lp Images (januari 1979) van Ronnie Milsap, de lp's Are You Sincere? (1979) en Me And Pepper (oktober 1979) van Mel Tillis en de lp's Family Tradition (juni 1979), Whiskey Bent And Hellboun (november 1979), Habits Old And New (juni 1980), Rowdy (januari 1981) en The Pressure is on (augustus 1981).
Osborn werd ook ingehuurd door Mickey Gilley (vanaf februari 1980) en Cristy Lane (vanaf maart 1982). Ook werkte hij mee op de lp Until You (maart 1980) van Terry Bradshaw, de lp Dreamlovers (mei 1980) van Tanya Tucker, de lp Scissors Cut (oktober 1980 tot mei 1981) van Art Garfunkel, de lp Cold Spring Harbor (eerste publicatie juli 1971, nieuw opgenomen juli/september 1983) van Billy Joel, de lp My Kind of Country (juli 1984) van Reba McEntire. Sinds oktober 1985 speelde hij in de achtergrond voor Russell Smith. Osborn werkte daarna mee aan de lp Keepin' it Country (januari 1986) van Mo Bandy, de lp S.K.O. (april 1986) van Paul Overstreet, Dana McVickers gelijknamige lp (1988) en de lp Lefty (maart 1988) van Art Garfunkel. In 1989 beëindigde Osborn zijn carrière als sessiemuzikant op 52-jarige leeftijd.

## Statistiek
Joe Osborn werkte als bassist mee aan ongeveer 200 top 40-pophits en aan meer dan 400 top 40-countryhits. Hij is alleen bij 20 nummer 1-pophits en op 53 top 1-countryhits te horen. Hij werd als studiomuzikant met een deel van zijn werkcollega's geportretteerd in de documentaire film The Wrecking Crew, die in 2008 in de bioscopen kwam. Osborn was oprichter van het kortstondige label Magic Lamp Records in 1964, dat in augustus 1964 de single Less Than A Heartbeat / Bigger Man uitbracht van zijn vriend Johnny Burnette en in 1967 weer opgedoekt werd. In zijn garagestudio nam hij in 1969 ook op met Dale Hawkins. Tot 1997 begeleidde hij Dale Hawkins bij diens studio-opnamen. Met zijn Fender Jazz Bass is Osborn te beluisteren op de ep Step Up (september 2012) van Matthew Davidson. Osborn bracht een groot deel van zijn leven door in geluidsstudio's.
Zoon Darren Osborn, geboren 1969 in Hollywood, is drummer. Hij leidt sinds 1987 de Louisiana Recording Studios. In 1997 begeleidde hij met zijn vader de oude rocker Dale Hawkins.

## Overlijden
Joe Osborn overleed in december 2018 op 81-jarige leeftijd.
- Bibsys: 5098083
- Gemeinsame Normdatei: 134477782
- International Standard Name Identifier: 0000 0001 1948 7507
- Library of Congress Control Number: no2002104520
- MusicBrainz: 3fb40c48-113b-4e5d-b0bd-6f4ef7fd5c6e
- Virtual International Authority File: 39053305
- WorldCat: E39PBJrckkYMXDr8dbYYJC8Qv3